# Шевцов, Макар Сергеевич
Макар Сергеевич Шевцов (9 января 1980, Майкоп, Адыгейская АО, СССР) — российский футболист, выступавший на позиции нападающего. Сыграл 3 матча в российском высшем дивизионе.

## Биография
Воспитанник РСДЮШОР (Элиста). С 1997 года выступал за любительский клуб «Уралан-д». Профессиональную карьеру начал в элистинском «Уралане», за который в высшем дивизионе дебютировал 29 июля 1998 года в выездном матче 18-го тура против «Крылья Советов», выйдя на замену на 61-й минуте вместо Тиграна Петросянц. В том сезоне провёл 3 матча, а последующие два года числился в команде, однако матчей так и проводил. В 2001 году сыграл один матч за майкопскую «Дружбу».